# لازل
لازل (به آلمانی: Lasel) یک شهر در آلمان است که در بیتبورگ-پروم واقع شده‌است.